# Michael Hector
Michael Hector, né le 19 juillet 1992 à East Ham (Angleterre), est un footballeur international jamaïcain qui évolue au poste de défenseur.

## Biographie
En 2009, il signe son premier contrat professionnel en faveur du club de Reading FC. Entre 2009 et 2014, il est prêté à plusieurs équipes des îles Britanniques. 
Le 31 août 2018, il est prêté à Sheffield Wednesday.
Le 1er janvier 2020, il rejoint le Fulham FC,. Il quitte le club en mai 2022.
Le 31 janvier 2023, il rejoint Charlton Athletic pour un contrat de six mois. Il prolonge son contrat pour une année supplémentaire en juin 2023.

### En club
Fulham
- Champion d'Angleterre de deuxième division en 2022.